# Parfondeval (Aisne)
Parfondeval – miejscowość i gmina we Francji, w regionie Hauts-de-France, w departamencie Aisne.
Według danych na styczeń 2014 roku gminę zamieszkiwało 156 osób, a gęstość zaludnienia wynosiła 14,1 osób/km².